# نیکولا کواچویچ
نیکولا کواچویچ (به صربی: Никола Ковачевић، تلفظ درست‌تر: نیکولا کُواچویتس) متولد ۱۴ فوریه ۱۹۸۳ بازیکن تیم ملی والیبال صربستان است.
او با تیم ملی صربستان مدال طلا قهرمانی اروپا ، مدال نقره و برنز بازی های جهانی و نیز لیگ جهانی و یک مدال برنز قهرمانی جهان را کسب کرده است.